# Asterostemma
Asterostemma es un género monotípico de plantas fanerógamas de la familia Apocynaceae. Su única especie es Asterostemma repandum Decne.. Es originaria de Asia encontrándose en Java.

## Descripción
Es una planta enredadera, escasamente pubescente. Las hojas ovadas a oblongas, ligeramente crenuladas e hirsutas.
Las inflorescencias extra-axilares, impares, más cortas que las hojas adyacentes, con 4-8 flores, simples, condensadas, poco pedunculadas.

## Taxonomía
Asterostemma repandum fue descrita por Joseph Decaisne y publicado en Annales des Sciences Naturelles; Botanique, sér. 2, 9: 271, t. 10D. 1838.